# Politique au pays de Galles
La politique au pays de Galles s'insère dans le cadre plus large de la politique du Royaume-Uni dont le pays de Galles est une des nations constitutives.
Dans le cadre de la dévolution des pouvoirs mis en place par le Parlement britannique, le pays de Galles possède depuis 1999 une Assemblée délibérante dénommée Assemblée nationale puis Parlement. Celui-ci a le pouvoir d'adopter des lois depuis 2011.
Le pays de Galles est considéré comme un bastion du Parti travailliste. Le nationalisme gallois existe mais est nettement moins important que son pendant écossais.
La langue galloise est reconnue comme langue officielle et utilisée par les organes du pays de Galles, au même titre que l'anglais.

## Histoire
L'adoption des Laws in Wales Acts en 1535 et 1542 intègre le pays de Galles au système juridique du royaume d'Angleterre (à l'inverse de la situation écossaise). Le Wales and Berwick Act de 1746 déclare en outre que toute loi applicable à l'Angleterre est également applicable au pays de Galles, sauf exception explicite.
Toutefois, pendant la seconde partie du XIXe siècle et le début du XXe siècle, l'idée d'une identité galloise distincte émerge. En 1881, le Welsh Sunday Closing Act est la première législation à ne concerner que le pays de Galles. Par la suite, des institutions galloises propres sont mises en place : un département gallois au sein du Board of Education en 1907, un Conseil de l'Agriculture du pays de Galles en 1912 et un bureau gallois spécifique au sein du ministère de l'Agriculture en 1919.
Malgré l'échec du mouvement Cymru Fydd, d'autres institutions galloises voient le jour, notamment dans le domaine culturel : le Eisteddfod Genedlaethol (1861), l'université du pays de Galles (1893), la Bibliothèque nationale du pays de Galles (1911), les Welsh Guards (1915). La campagne pour retirer à l'église anglicane au pays de Galles son statut de religion d'État aboutit en 1914 et constitue une étape dans le développement d'une conscience politique galloise. Toutefois, la question de l'autonomie du pays de Galles est alors éclipsée du paysage par la crise économique des années 1920 et 1930, malgré la formation du Plaid Cymru en 1925,.
Après la Seconde Guerre mondiale, le gouvernement Parti travailliste de Clement Attlee établit un Conseil du pays de Galles et du Monmouthshire, une assemblée non élue de 27 membres chargés de conseiller le gouvernement britannique sur les affaires du pays de Galles. À cette époque, la plupart des ministères ont déjà des bureaux au pays de Galles.
Un portefeuille des Affaires galloises est créé en 1951 et attribué au secrétaire d'État à l'Intérieur. En 1955, Cardiff est officiellement désignée capitale du pays de Galles. Toutefois, en 1956, la décision est prise de construire un barrage et d'inonder le village de Capel Celyn (en) malgré l'opposition quasi unanime des hommes politiques gallois : l'affaire démontre que les intérêts gallois pèsent peu auprès du gouvernement britannique. Dans l'élection qui suit, le Plaid Cymru réussit à porter son score à 5,2 % contre 0,3 % précédemment.
En 1964, le gouvernement travailliste de Harold Wilson crée le bureau gallois dirigé par le secrétaire d'État pour le Pays de Galles. Ses attributions sont augmentés de la santé, de l'agriculture et de l'éducation en 1968, 1969 et 1970. La déconcentration administrative a pour effet de définir clairement les frontières de l'actuel pays de Galles
En 1966, le Parti travailliste adopte comme politique officielle l'autonomie du pays de Galles. La même année, le président du Plaid Cymru Gwynfor Evans remporte une élection partielle pour la Chambre des communes. En 1967, les travaillistes reviennent sur leur politique, certains députés gallois y voyant « une concession au nationalisme ».
En réponse à la montée des nationalismes gallois et écossais, Harold Wilson met en place la commission Kilbrandon en 1969. Ses recommandations forment la base d'un livre blanc Democracy and Devolution: proposals for Scotland and Wales qui propose la création d'une Assemblée galloise. Cette proposition est toutefois rejetée par les électeurs gallois en 1979 avec près de 80 % de « non »,
Près de vingt ans plus tard, en 1997, l'élection du gouvernement travailliste de Tony Blair remet la dévolution sur le devant de la scène. En septembre 1997, les électeurs gallois approuvent à une faible majorité la création d'une Assemblée nationale du pays de Galles. Celle-ci est créée en 1999 et reçoit la majorité des compétences précédemment attribuées au secrétaire d'État pour le Pays de Galles. Le Bureau gallois devient le bureau du Pays de Galles à cette occasion.
À l'origine, l'Assemblée nationale n'a le pouvoir de n'adopter que des mesures réglementaires. À partir de 2007, l'Assemblée obtient le droit d'adopter des mesures (Assembly Measures) d'ordre législatif dans certaines domaines de compétence fixées par une loi du Parlement. Depuis un nouveau référendum en 2011, l'Assemblée peut adopter des lois dans ses domaines de compétences (Act of the Assembly).
En 2019, l'Assemblée nationale du pays de Galles passe un vote, avec effet en 2021, à suivre l'Écosse et abaisser l'âge de vote de 18 ans à 16 ans pour les élections aux conseils locaux et à l'Assemblée nationale elle-même, mais les Gallois, comme les Écossais, ne seront pas capable à voter dans les élections au Parlement du Royaume-Uni avant de leur dix-huitième anniversaires.

## Dévolution

### Assemblée nationale

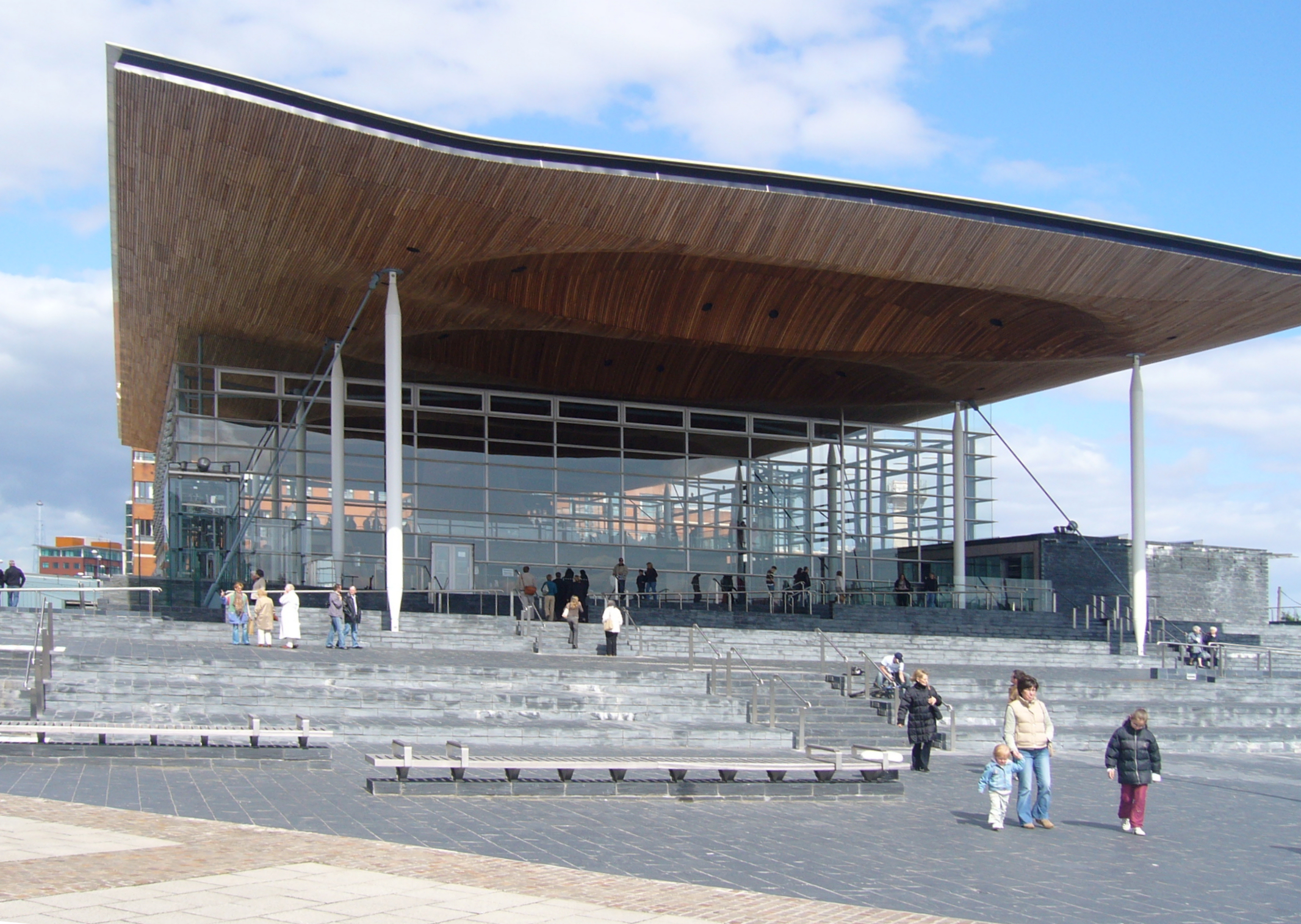
Le Senedd, siège de l'Assemblée nationale à Cardiff.

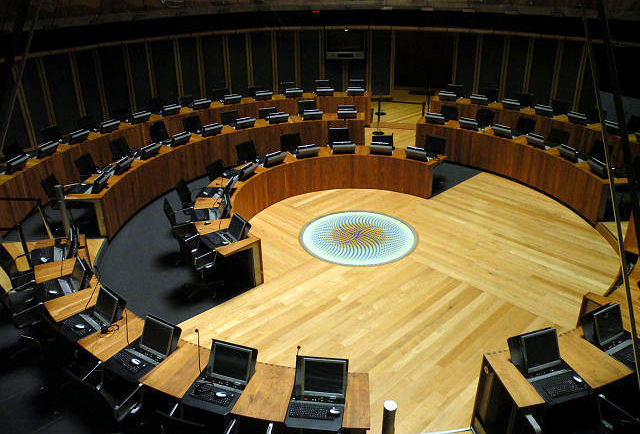
La chambre des débats du Senedd.

Le Parlement gallois est la législature dévolue du pays de Galles. Il a été créé en 1999 comme Assemblée nationale du pays de Galles par le Government of Wales Act et après un référendum.
À l'origine, l'Assemblée a hérité de la plupart des pouvoirs et du budget du secrétaire d'État pour le Pays de Galles. Depuis des réformes en 2007 et 2011, elle peut adopter des lois dans un certain nombre de domaines fixés par le Parlement britannique :
- agriculture, pêche, forêt et développement rural ;
- monuments anciens et historiques ;
- culture ;
- développement économique ;
- environnement ;
- services d'incendie et secours ;
- alimentation ;
- santé et services de santé ;
- routes et transports ;
- logement ;
- gouvernement local ;
- administration publique ;
- assistance sociale ;
- sport et loisisrs ;
- tourisme ;
- urbanisme ;
- eau et lutte contre les inondations ;
- langue galloise.

À la différence de l'Écosse et de l'Irlande du Nord, le système légal gallois est le même qu'en Angleterre, ces nations constitutives formant une même juridiction au sein du droit britannique, connue comme Angleterre et pays de Galles (en anglais : England and Wales ; en gallois : Cymru a Lloegr). Le système juridique gallois, autrefois distinct, fut aboli après l'adoption de l'Acte d'Union de 1536. Le droit gallois (en gallois : Cyfraith Cymru) est une partie constitutive du droit anglais, ne concernant que la législation primaire et secondaire produite (quasi-lois, anciennement « mesures de l'Assemblée nationale », à l’échelle du pays de Galles) par le Parlement gallois, selon la dévolution du pouvoir accordée au gouvernement du pays de Galles par le Government of Wales Act 2006. L'Assemblée nationale du pays de Galles a ainsi moins de pouvoirs que Parlement écossais ou l'Assemblée d'Irlande du Nord.
L'Assemblée nationale est composée de 60 membres élus selon un système mixte. Chaque électeur dispose de deux voix : une pour élire un des 40 membres élus scrutin uninominal majoritaire à un tour, l'autre pour élire les 20 membre au scrutin proportionnel de liste. Les sièges pourvus à la proportionnelle le sont en tenant compte des sièges pourvus au scrutin majoritaire, de sorte que la composition de l'Assemblée nationale soit globalement proportionnelle aux voix du scrutin de liste.

### Gouvernement
À l'origine en 1999, il n'existait pas d'organe exécutif distinct de l'Assemblée nationale. Il n'existait qu'un comité exécutif dont les ministres recevaient certaines délégations de l'Assemblée. Le chef du comité exécutif portait le titre de premier secrétaire de l’Assemblée (Assembly First Secretary).
Le Government of Wales Act de 2006 a créé un gouvernement gallois séparé de l'Assemblée nationale, composé d'un premier ministre (First Minister) nommé par la reine sur proposition de l'Assemblée nationale et de ministres et vice-ministres nommés par le premier ministre.
Le premier ministre est, depuis 2007, garde du sceau gallois.
Depuis la dévolution, trois premiers secrétaires et premiers ministres se sont succédé, tous issus du Parti travailliste :
- Alun Michael de 1999 à 2000 (cabinet minoritaire) ;
- Rhodri Morgan, en coalition avec les démocrates libéraux de 2000 à 2003, minoritaire de 20003 à 2007, en coalition avec le Plaid Cymru de 2007 à 2009 ;
- Carwyn Jones, en coalition avec le Plaid Cymru de 2009 à 2011, minoritaire de 2011 à 2017, en coalition avec des non-inscrits de 2017 à 2018 ;
- Mark Drakeford, en coalition avec des non-inscrits de 2018 à 2021 et minoritaire depuis 2021.

## Gouvernement local
Le pays de Galles est divisé en 22 autorités unitaires chargées de l'administration locale et gérées par des conseils élus. Elles portent les noms de comté, cité (city) ou county borough, mais ces distinctions sont honorifiques.

## Paysage politique
Pendant la majeure partie du XIXe siècle, le pays de Galles a été un bastion du Parti libéral. Depuis le début du XXe siècle, c'est le Parti travailliste qui domine le paysage politique gallois : il est arrivé en tête de toutes les élections générales, européennes et à l'Assemblée nationale depuis 1922 (à l'exception des élections européenne de 2009). Les travaillistes sont notamment implantés dans les régions du sud et du nord-est du pays de Galles, comme Cardiff, Newport ou Swansea.
Le Parti conservateur est historiquement le deuxième parti gallois, mais généralement loin derrière le Parti travailliste. Lors de trois élections générales (1906, 1997, 2001), les conservateurs ont été totalement balayés du pays de Galles. Seules deux élections ont vu les conservateurs remporté plus d'un quart des sièges (1979, 1983). La seule élection où le Parti conservateur est arrivé en tête est l'élection européenne de 2009.
Le Plaid Cymru est le principal parti nationaliste gallois. Formé en 1925, il ne présente des candidats dans la majorité des circonscriptions galloises qu'à partir de 1959. Il fait élire son premier député en 1966. Le Plaid Cymru remporte en moyenne 10 % des sièges aux élections, son meilleur score (14,3 %) datant de 2001.
Les libéraux-démocrates sont principalement présents dans les régions rurales du centre et de l'ouest du pays de Galles.
| Parti | Parti               | Députés européens | Députés | Membres de l'Assemblée |
| ----- | ------------------- | ----------------- | ------- | ---------------------- |
|       | Parti travailliste  | 1 / 4             | 25 / 40 | 30 / 60                |
|       | Parti conservateur  | 1 / 4             | 11 / 40 | 16 / 60                |
|       | Plaid Cymru         | 1 / 4             | 3 / 40  | 13 / 60                |
|       | Libéraux-démocrates | 0 / 4             | 1 / 40  | 1 / 60                 |
|       | UKIP                | 1 / 4             | 0 / 40  | 0 / 60                 |